# Lori Piestewa
Lori Ann Piestewa (14 de diciembre de 1979 – 23 de marzo de 2003) fue una mujer soldado del Ejército de los Estados Unidos que fue asesinada durante la guerra de Irak. Miembro del Cuerpo de Intendentes, murió en el mismo ataque iraquí en el que otros soldados Shoshana Johnson y Jessica Lynch resultaron heridos. Miembro de la tribu Hopi, Piestewa fue la primera mujer nativa americana en la historia en morir en combate mientras servía en el ejército de los Estados Unidos y la primera mujer en el ejército estadounidense asesinada en la guerra de Irak. El Pico Piestewa de Arizona recibe su nombre en su honor.
La familia Piestewa tenía una larga tradición militar; su abuelo paterno sirvió en el ejército de los EE. UU. en el Teatro Europeo de la Segunda Guerra Mundial.